# Hafiz Osman
Hafiz Osman, osm. حافظ عثمان (ur. 1642 w Stambule, zm. 1698 tamże) – najbardziej wpływowy z osmańskich kaligrafów późnego okresu imperialnego.

## Życiorys
Był synem Alego, muezzina Meczetu Haseki Sultan. Za młodu nauczył się Koranu na pamięć, stąd jego przydomek hafiz. Do dalszej nauki miał go zachęcać późniejszy wielki wezyr Kara Mustafa. Jego nauczycielami byli derwisz Mustafa Eyyubi (zm. 1686) i Nefeszâde Seyyid İsmâil. Uzyskał dyplom (idżaza) w wieku 18 lat i większość życia spędził na uprawianiu kaligrafii i nauczaniu. Podczas gdy jego wielcy poprzednicy byli blisko związani ze swoimi sułtańskimi patronami, Hafiz Osman pozostał bardziej niezależny, utrzymując się głównie z prywatnych zleceń i nauczania. Do jego uczniów należeli m.in. sułtan Mustafa II (1695–1703) i ówczesny następca tronu Ahmed III (1703–1730), zarobione pieniądze pozwalały mu jednak także na poświęcanie jednego dnia w tygodniu na darmową naukę ubogich studentów. Trzy lata przed śmiercią dotknął go paraliż. Został pochowany na cmentarzu Koca Mustafy Paszy.

## Twórczość
Hafiz Osman rozpoczął swoją karierę od kopiowania manuskryptów najsłynniejszego osmańskiego kaligrafa, Şeyha Hamdullaha (1436–1520), i z biegiem czasu udoskonalił i wysubtelnił jego kursywę (nesih). Złagodził kreski, zredukował liczbę opadających ogonków i podliniowych floresów, otworzył przestrzenie pomiędzy literami i słowami, tak że ich układ stał się bardziej zwarty i regularny. Często używał małego pisma, pasującego do niewielkich lub średnich rozmiarów dzieł, które tworzył. Jego styl jest jednocześnie prosty i elegancki, wyrazisty i czytelny.
Hafiz Osman użył tego udoskonalonego nesih do stworzenia wielu różnych dzieł. Były wśród nich zarówno rękopisy Koranu, jak i kaligraficzne przykłady, w których kilka linii pisanych niewielkim nesih było zazwyczaj zestawianych z pojedynczymi liniami większych duktów, muhakkak albo sülüs (zobacz ilustracje nr 1 i 2). Jego najbardziej oryginalnymi kompozycjami były jednak hilye, które to słowo oznaczało dosłownie dekorację lub ozdobę, ale zaczęło być używane jako czasownikowe określenie proroka Mahometa zarówno w jego fizycznej, jak i psychicznej charakterystyce. Hafiz Osman zaprojektował oryginalny układ tych dużych kompozycji, które mierzyły około pół metra wysokości. Zaadaptował dużą kokardę (szamsa) zawierającą dedykację na początku rękopisu, ale obwiódł ją półksiężycem. To w niej znajdował się opis Mahometa, podawany za autorytetem Alego. W czterech rogach wokół kokardy umieścił kartusze z imionami czterech kalifów prawowiernych. Na górze znajdowała się basmala napisana w dużym dukcie sülüs albo muhakkak, podczas gdy wnętrze kokardy było zapisane niewielkim nesih. Średniej wielkości sülüs służył mu z kolei do dekoracji dolnej części hilye, przy czym zazwyczaj był nim napisany werset 11:107 Koranu, zgodnie z którym Bóg wysłał Proroka jako akt miłosierdzia wobec wszystkich stworzeń (zobacz ilustracje nr 4 i 5). W sumie Hafiz Osman w przemyślny sposób używał różnych duktów pisma, jego rozmiarów i grubości do odróżnienia od siebie poszczególnych części tekstu, które były zapisywane na odrębnych kartkach i później łączone. Jego hilye były bardzo cenione, co można poznać choćby po często dodawanej w późniejszych czasach bogatej iluminacji.
Hafiz Osman był także odpowiedzialny za rozwinięcie celî divanî, ozdobnego duktu pisma używanego do sporządzania oficjalnych dokumentów. Był również mistrzem duktu nestâlik, używanego na sposób perski. Przyczynił się do ponownego zainteresowania stylem kaligrafii wywodzącym się od Şeyha Hamdullaha i sześciu klasycznych duktów Jakuta al-Mustasimiego (zm. 1298). Jak pisze Sheila S. Blair: „Styl Hafiza Osmana ustanowił model dla reszty okresu osmańskiego. Tak jak Hafiz Osman nauczył się swojego stylu nesih kopiując dzieła swojego poprzednika Şeyha Hamdullaha, tak późniejsi osmańscy kaligrafowie kopiowali format i styl dzieł Hafiza Osmana”.
Kiedy İbrahim Müteferrika, założyciel pierwszej osmańskiej drukarni, począwszy od 1732 rozpoczął wydawanie publikacji przypominających ręcznie pisane manuskrypty, używana przez niego czcionka była wzorowana na nesih Hafiza Osmana. W XIX-wiecznym Stambule przygotowywano litografie wykonanych przez niego rękopisów Koranu, które znajdowały się w obiegu w świecie muzułmańskim.

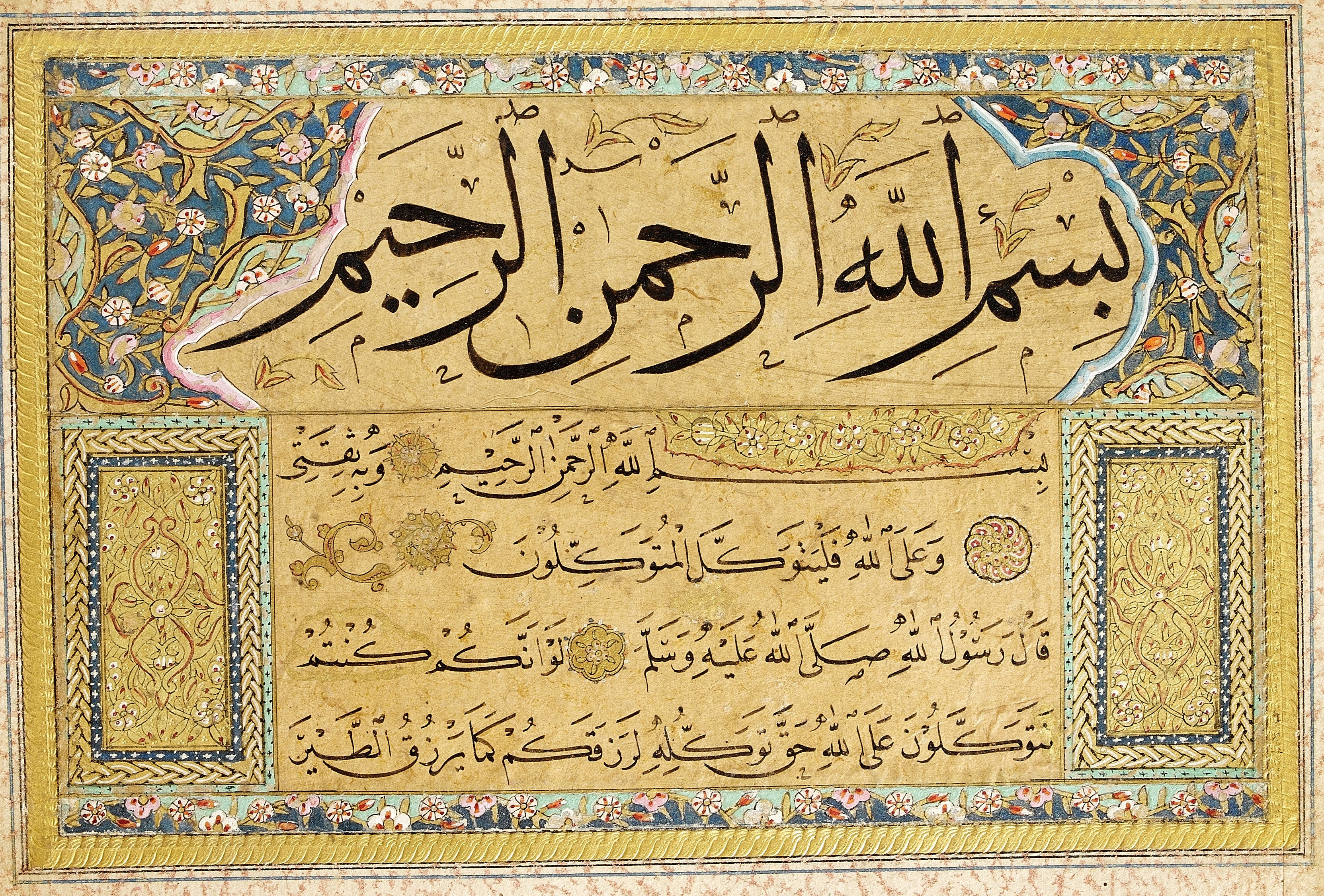
2. Listek albumowy. Rok 1690. Muzeum Sakıpa Sabancıego w Stambule
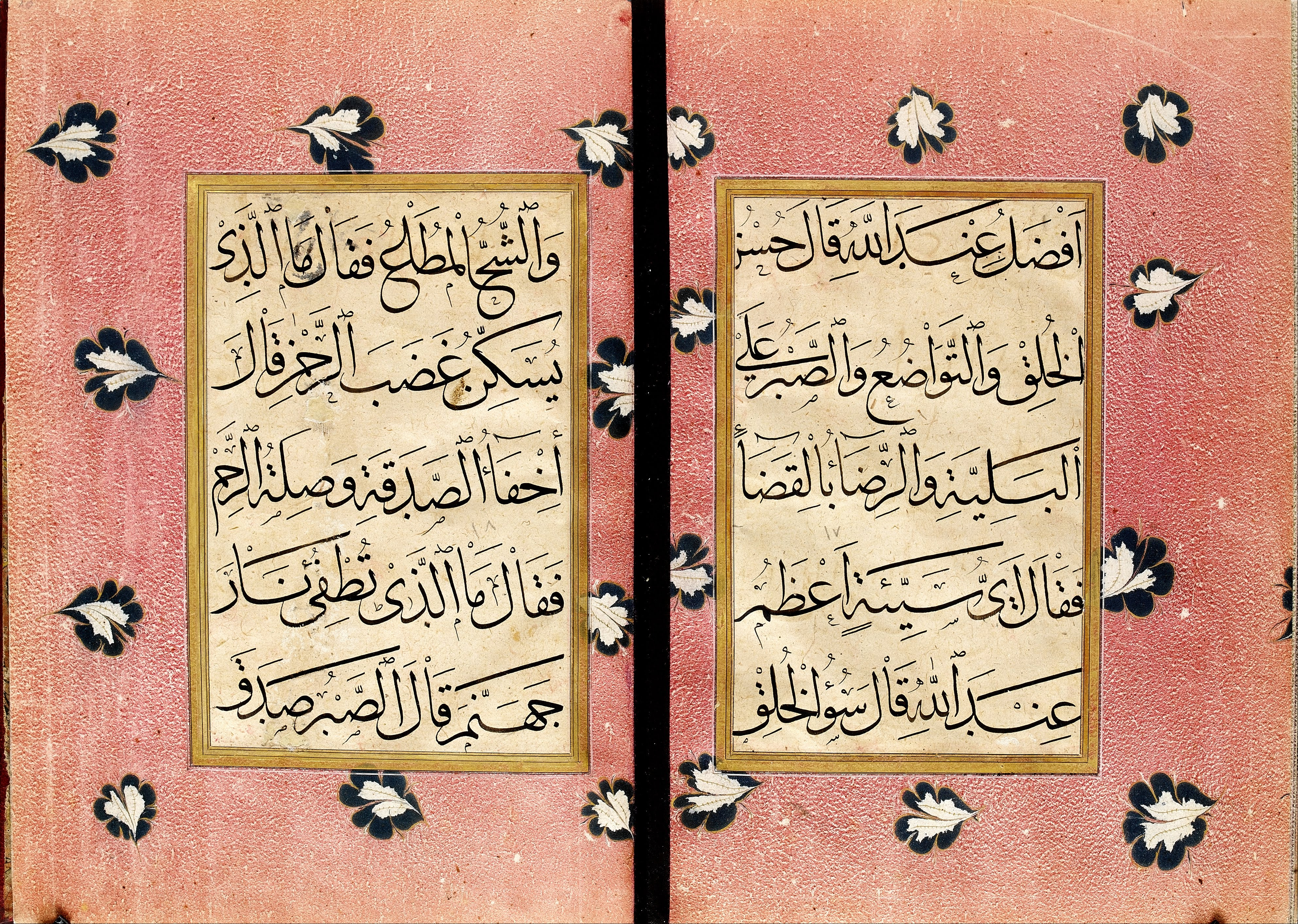
3. Modlitewnik. Rok 1669. Muzeum Sakıpa Sabancıego
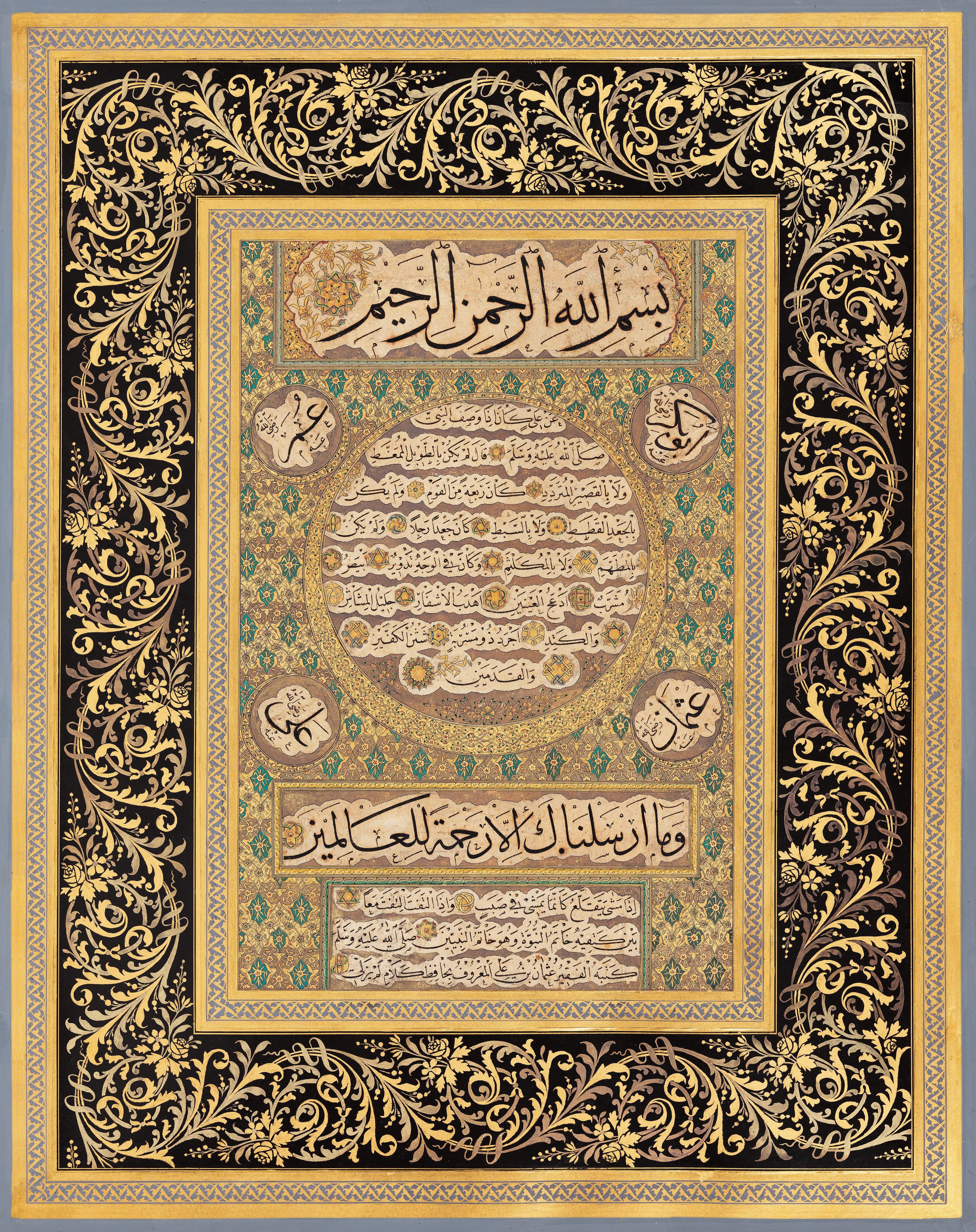
4. Hilye, ok. 1670. Muzeum Sadberk Hanım
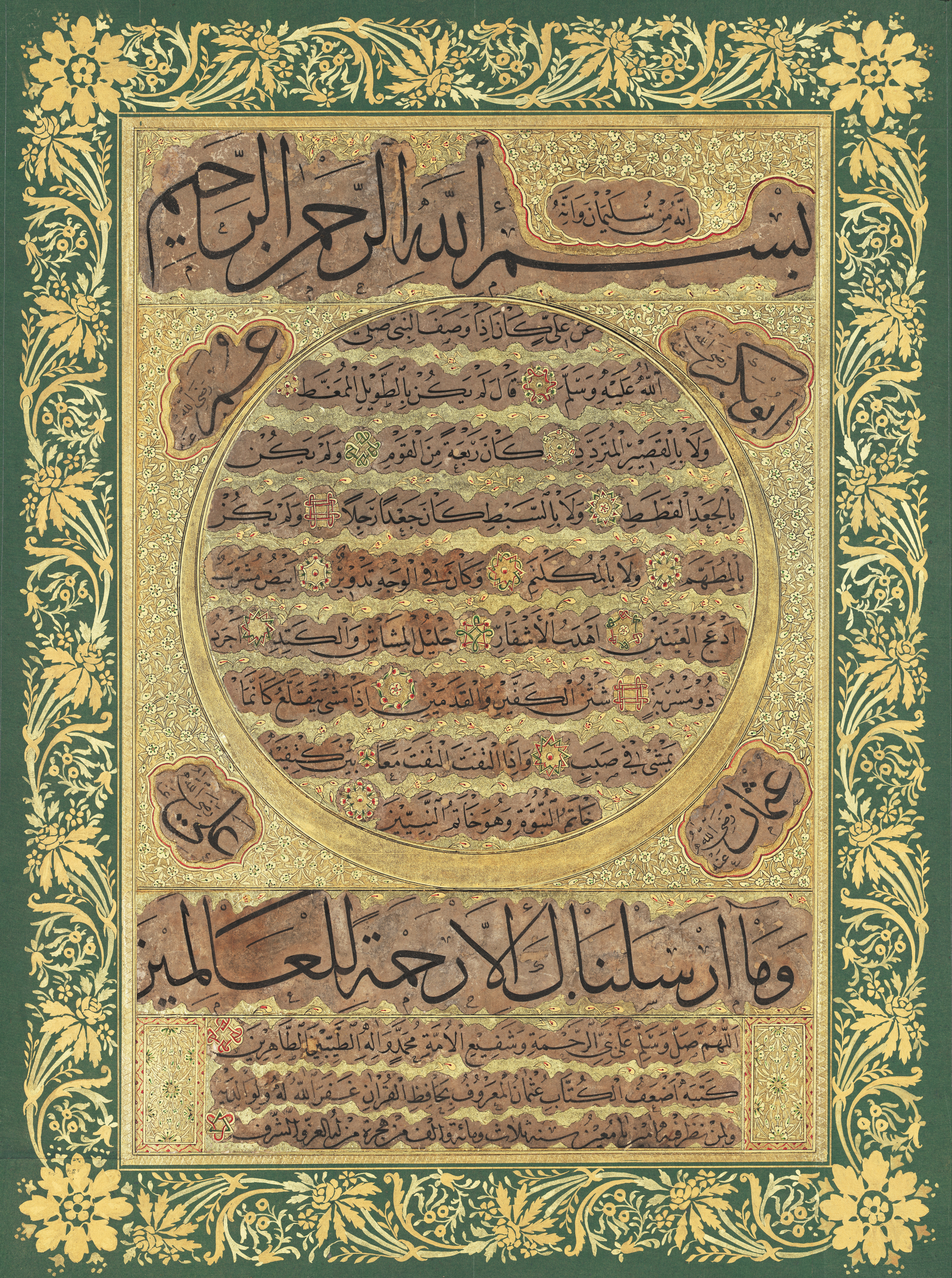
5. Hilye z 1691/1692. Chester Beatty Library